# 이그나치 다신스키
이그나치 에바리스트 다신스키(폴란드어: Ignacy Ewaryst Daszyński, [iɡˈnat͡sɨ daˈʂɨɲskʲi], 1866년 10월 26일, 즈바라즈 (Zbarazh) ~ 1936년 10월 31일)는 폴란드의 사회주의 정치인, 언론인으로, 1918년에 수립된 폴란드 제2공화국 정부의 초대 총리를 지냈다.
1892년 폴란드 사회당의 전신인 갈리치아 폴란드 사회민주당을 공동 창립했고 1897년 오스트리아 제국의회 의원으로 선출되어 1918년까지 재임했다. 1903년부터 그는 국제 사회주의 조직의 여러 회의에 참석하여 폴란드 사회주의 계획의 일환으로서 폴란드 영토의 독립과 재통일을 옹호했다. 1912년 미래 폴란드 공화국의 지도자가 될 유제프 피우수트스키와의 협력관계가 시작되었다. 제1차 세계대전이 발발하자 그는 폴란드 국민의회를 공동 창립하였고 1918년 11월 루블린에서 수립된 폴란드 공화국 임시정부의 수상직을 맡았다. 1919년 독립한 폴란드 제2공화국의 하원 의원으로 선출되었고 여러 차례 재선되었다. 1926년 5월 쿠데타에서는 유제프 피우수트스키를 강력히 지지하였으나 나중에는 중도-좌파 야당에 참여했다. 1930년 피우수트스키가 하원을 해산한 이후 건강이 악화되어 정치에서 물러났고 1936년 사망했다.

## 같이 보기
- 폴란드 사회당
- 폴란드 제2공화국